# Михайлівська сільська рада (Скадовський район)
Миха́йлівська сільська́ ра́да — адміністративно-територіальна одиниця та орган місцевого самоврядування у Скадовському районі Херсонської області. Адміністративний центр — село Михайлівка.

## Загальні відомості
- Територія ради: 6,656 км²
- Населення ради: 2 847 осіб (станом на 2001 рік)
- Водоймища на території, підпорядкованій даній раді: Чорне море

## Населені пункти
Сільській раді підпорядковані населені пункти:
- с. Михайлівка
- с. Біленьке
- с. Карабулат
- с. Новосілка
- с. Промінь
- с. Труд

## Склад ради
Рада складається з 20 депутатів та голови.
- Голова ради: Ситник Олександр Миколайович
- Секретар ради: Єркіна Наталя Василівна

### Керівний склад попередніх скликань
| Прізвище, ім'я, по батькові  | Основні відомості                                                 | Дата обрання | Дата звільнення |
| ---------------------------- | ----------------------------------------------------------------- | ------------ | --------------- |
| Ситник Олександр Миколайович | Сільський голова, 1957 року народження, освіта вища               | 26.03.2006   | 31.10.2010      |
| Ситник Олександр Миколайович | Сільський голова, 1957 року народження, освіта вища, безпартійний | 31.10.2010   |                 |

Примітка: таблиця складена за даними сайту Верховної Ради України

### Депутати
За результатами місцевих виборів 2010 року депутатами ради стали:

#### За суб'єктами висування
| Суб'єкт висування | Кількість обраних депутатів | %  |
| ----------------- | --------------------------- | -- |
| Самовисування     | 15                          | 75 |
| Партія регіонів   | 5                           | 25 |

#### За округами
| № округу        | Прізвище, ім'я, по батькові       | Дата визнання обраним | Освіта  | Партійна приналежність | Відомості про обраного депутата                                                    |
| --------------- | --------------------------------- | --------------------- | ------- | ---------------------- | ---------------------------------------------------------------------------------- |
| Партія регіонів |                                   |                       |         |                        |                                                                                    |
| 1               | Ванюшкіна Ольга Станіславівна     | 01.11.2010            | вища    | позапартійна           | Михайлівська загальноосвітня школа, вчитель                                        |
| 4               | Височенко Олексій Анатолійович    | 01.11.2010            | середня | член Партії регіонів   | Михайлівська загальноосвітня школа, кочегар                                        |
| 6               | Загумена Тетяна Василівна         | 01.11.2010            | вища    | позапартійна           | Михайлівська загальноосвітня школа, вчитель                                        |
| 12              | Черниховський Микола Вікторович   | 01.11.2010            | середня | позапартійний          | тимчасово не працює                                                                |
| 20              | Чорний Анатолій Миколайович       | 01.11.2010            | середня | член Партії регіонів   | Фермерське господарство, голова                                                    |
| Самовисування   |                                   |                       |         |                        |                                                                                    |
| 2               | Чорна Вікторія Юріївна            | 01.11.2010            | вища    | позапартійна           | Михайлівська лікарняна амбулаторія, бухгалтер                                      |
| 3               | Смирнова Галина Володимирівна     | 01.11.2010            | вища    | позапартійна           | Михайлівська загальноосвітня школа, секретар                                       |
| 5               | Калініченко Марина Василівна      | 01.11.2010            | середня | позапартійна           | Михайлівський Будинок культури, директор                                           |
| 7               | Єркіна Наталя Василівна           | 01.11.2010            | вища    | позапартійна           | Михайлівська сільська рада, секретар                                               |
| 8               | Брехт Тетяна Миколаївна           | 01.11.2010            | середня | позапартійна           | Михайлівський дитячий садок, двірник                                               |
| 9               | Кравченко Світлана Миколаївна     | 01.11.2010            | вища    | позапартійна           | Михайлівська сільська рада, касир                                                  |
| 10              | Гаран Любов Іванівна              | 01.11.2010            | вища    | позапартійна           | Скадовське Управління праці та соціального захисту населення, соціальний працівник |
| 11              | Баранчук Надія Володимирівна      | 01.11.2010            | середня | позапартійна           | Михайлівська загальноосвітня школа, комірник                                       |
| 13              | Пешкова Валентина Костянтинівна   | 01.11.2010            | середня | позапартійна           | пенсіонер                                                                          |
| 14              | Височенко Володимир Станіславович | 01.11.2010            | середня | позапартійний          | тимчасово не працює                                                                |
| 15              | Войченко Лідія Василівна          | 01.11.2010            | середня | позапартійна           | тимчасово не працює                                                                |
| 16              | Коваль Володимир Дмитрович        | 01.11.2010            | середня | позапартійний          | Фермерське господарство «Поляна», голова                                           |
| 17              | Ковальчук Сергій Володимирович    | 01.11.2010            | середня | позапартійний          | тимчасово не працює                                                                |
| 18              | Карленко Віктор Володимирович     | 01.11.2010            | середня | позапартійний          | тимчасово не працює                                                                |
| 19              | Тригубець Надія Сергіївна         | 01.11.2010            | середня | позапартійна           | СК «Михайлівське», продавець                                                       |

## Населення
Згідно з переписом УРСР 1989 року чисельність наявного населення села становила 2603 особи, з яких 1209 чоловіків та 1394 жінки.
За переписом населення України 2001 року в селі мешкали 2823 особи.

### Мова
Розподіл населення за рідною мовою за даними перепису 2001 року:
| Мова       | Відсоток |
| ---------- | -------- |
| українська | 73,97 %  |
| російська  | 24,38 %  |
| вірменська | 1,12 %   |
| білоруська | 0,18 %   |
| молдовська | 0,18 %   |
| німецька   | 0,04 %   |